# Castellà de Bolívia
El castellà de Bolívia és una varietat de dialectes de la llengua castellana parlada a Bolívia amb diferents accents regionals, sobretot per la presència de trets fonètics, fonològics i lèxics propis de les llengües ameríndies amb les quals es troba en contacte habitual.

Ubicació de Bolívia.

A la zona alta del país la llengua s'assembla més al peruà dels Andes i al castellà equatorià com a resultat de la descendència comuna dels pobles de l'Imperi Inca. D'altra banda, els departaments orientals de Santa Cruz, Beni, Pando i Tarija parlen un dialecte que s'acosta més al riuplatenc.